# 郡上八幡まちなみ交流館
郡上八幡まちなみ交流館（ぐじょうはちまんまちなみこうりゅうかん）は、岐阜県郡上市にある博物館。
郡上市の条例での名称は郡上市郡上八幡まちなみ交流館である。

## 概要
郡上八幡城の城下町の歴史、文化の展示、及び交流の場である。重要伝統的建造物群保存地区に指定された郡上八幡北町などの郡上八幡城の城下町の歴史や文化の展示紹介する。
建物は旧八幡公民館（積翠荘）跡地に建てられた。木造2階建で岐阜県産の木材（とくに郡上市産材）を使用。外観周辺の街並みと調和したものとし、内部は丸太組み等の伝統木造工法を用いている。
2020年（令和2年）3月竣工。同年4月初旬に開館予定であったが、新型コロナウイルス感染症の緊急事態宣言のため開館を延期。同年6月1日に開館した。

## 施設概要

### 1階
- 展示室
  - ジオラマ
  - 郡上八幡北町の大火（1919年（大正8年））と復興
  - 郡上八幡城（1933年（昭和8年）の模擬天守閣）の建設
  - まちなみの特徴と保存の取り組み
- 憩いの広場

### 2階
- 研修室

## 交通アクセス

### 公共交通機関
- 岐阜バス（高速岐阜八幡線）、郡上市自主運行バス和良・明宝線、郡上市自主運行バス小駄良線、まめバスなどで「城下町プラザ」バス停より徒歩で約2分。

## 周辺施設
- 郡上八幡城
- 郡上市歴史資料館
- 郡上八幡博覧館
- 郡上警察署
- 郡上簡易裁判所
- 岐阜家庭裁判所郡上出張所